# Uilleann pipe

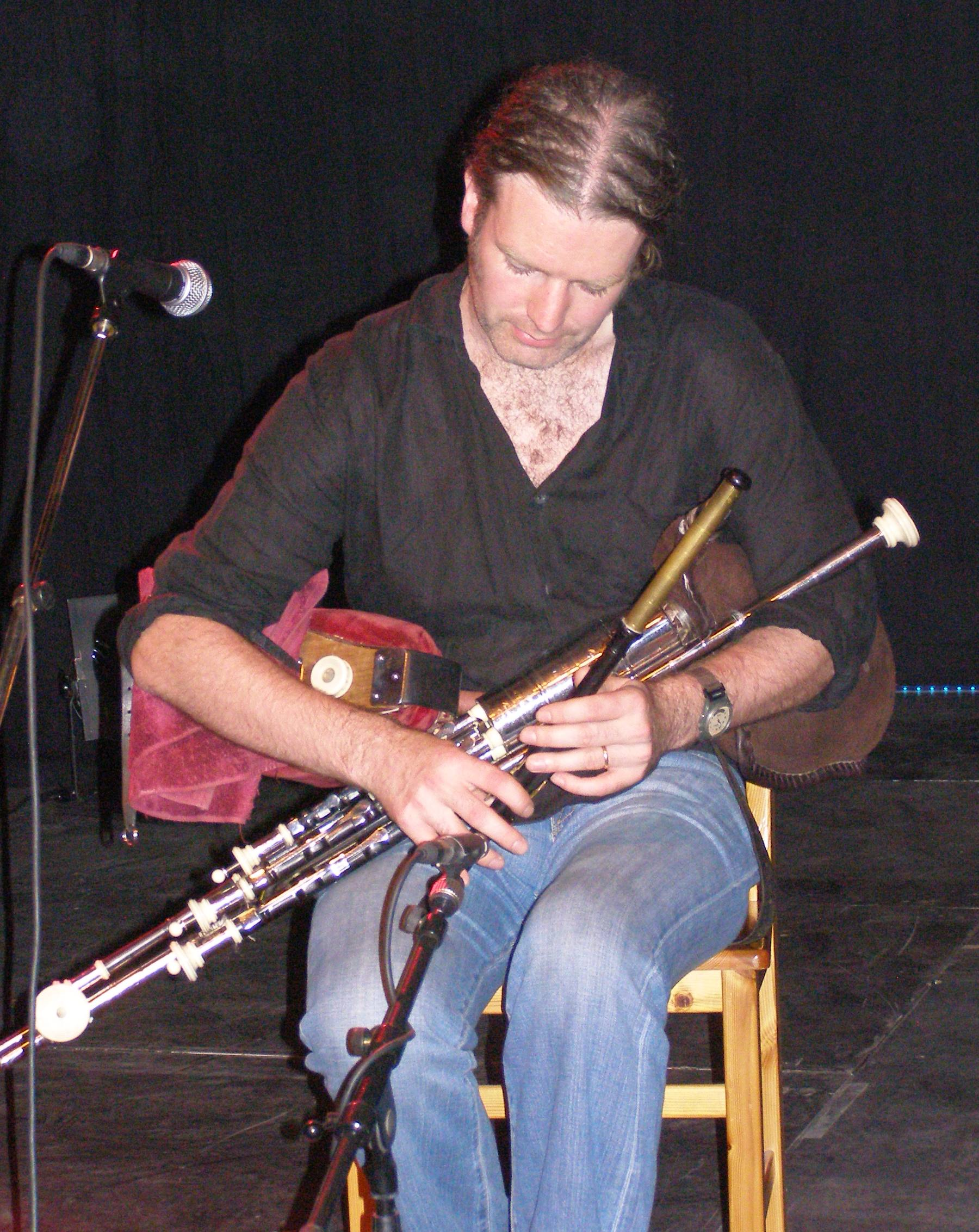
Uilleann Pipes-spelare (Cillian Vallely)

Uilleann Pipes är en irländsk säckpipetyp, som räknas till världens mest sofistikerade. Den blåses med bälg som vanligen spänns fast vid högerarmen och midjan. Instrumentets spelpipa är koniskt borrad med ett omfång på två oktaver. Musikern låter mestadels spelpipans mynning vila mot låret, vilket dels möjliggör staccatospel (ovanligt hos säckpipor), dels underlättar överblåsning till den andra oktaven. Denna säckpipa kan därför knappast spelas annat än i sittande position.
Bordunerna, tre till antalet, kan kompletteras med "regulatorer", som varierar i antal från en till fem; vanligast är dock tre. Dessa extrapipor har ett antal stängda klaffar som musikern kan öppna med handleden, underarmen eller lediga fingrar och på så sätt ackompanjera melodin med ackord.
Rörbladen, som alstrar själva ljudet, är i spelpipan och regulatorerna dubbla (av oboetyp), i bordunerna däremot enkla.
Dagens Uilleann Pipes är oftast stämda i D och är en vidareutveckling av de äldre, ljudsvagare och lägre stämda modeller som utvecklades under tidigt 1700-tal och spelades fram till 1800-talets senare del. Den vanliga repertoaren för Uilleann Pipes utgörs av irländsk dansmusik; reel, jig, hornpipe, polka etc., men också marscher och de långsammare låttyperna lament (klagosång) och slow air (långsam melodi).
Framstående exponenter på instrumentet har under 1900-talet varit Seámus Ennis, Willie Clancy, Leo Rowsome, Tommy Reck, Johnny Doran, Paddy Keenan,  Liam O'Flynn och Davy Spillane. Keenan och Spillane är fortfarande verksamma.
Själva ordet "uilleann" (uttalas "illiann") är iriska och betyder "armbåge". Som beteckning på instrumentet är det omdebatterat, trots att det dominerar helt. Enligt många introducerades termen i början av 1900-talet av den irländske musikforskaren W. H. Grattan Flood på mycket lösa grunder, och den korrekta benämningen skulle snarare vara Union Pipes.